# Amauris dira
Amauris dira är en fjärilsart som beskrevs av Sheffield Airey Neave 1904. Amauris dira ingår i släktet Amauris och familjen praktfjärilar. Inga underarter finns listade i Catalogue of Life.